# Android Jelly Bean
Android 4.1-4.3 Jelly Bean — версія мобільної операційної системи Android, розроблена компанією Google. Представлена публіці 27 червня 2012 року.
Версії Jelly Bean більше не підтримуються компанією Google. Станом на вересень 2019 року статистика, опублікована Google, показує, що 0,43 % всіх пристроїв Android працюють на версії Jelly Bean.

## Розробка
27 червня 2012 року на Google I/O, компанія Google представила наступну версію Android 4.1 Jelly Bean разом з планшетом Nexus 7.  Основна робота була проведена над плавністю інтерфейсу. Нове оновлення поліпшило продуктивність — центральний і графічний процесори працюють паралельно. Завдяки цьому на деяких пристроях Android 4.1 буде працювати з частотою 60 кадрів у секунду.
29 жовтня 2012 року разом з планшетом Nexus 10 і смартфоном LG Nexus 4 була представлена офіційно операційна система Android Jelly Bean.
25 липня 2013 року була офіційно анонсована операційна система Android 4.3 Jelly Bean з невеликою кількістю змін.

## Історія версій

### 4.1.1
- Оновлений інтерфейс, використання технології Project Butter для отримання більш плавного UI. Технологія включає потрійну буферизацію графічного конвеєра, щоб досягти відсутності стрибків у частоті кадрів при анімації інтерфейсу, а також технологію вертикальної синхронізації.
- Автоматичне масштабування віджета та зміна розташування іншого вмісту, якщо він не вміщується на робочий стіл.
- Оновлення віртуальної клавіатури, яка отримала систему прогнозованого введення і розширений словник. Підтримка нових мов.
- Можливість голосового вводу в автономному режимі, без використання підключення до інтернету.
- Сліпі або люди з порушенням зору отримають можливість підключити до смартфону або планшета на Android 4.1 пристрій введення з шрифтом Брайля.
- Більш інформативна панель сповіщень.
- Оновлений пошук, завдяки якому на манер голосового помічника можливо отримати відповіді на задані голосові питання.
- Доданий сервіс Google Now. Він буде давати користувачу корисну інформацію, спираючись на календар, історію пошукових запитів та маршрути переміщення телефона.
- Фотографії контактів тепер зберігаються і відображаються у високій якості.
- Поліпшлений додаток «Камера» додає деякі можливості.
- Новий інтерфейс для планшетів, класичний інтерфейс Android 3.0—4.0.4 доступний через редагування Build.Prop змінення DPI на значення нижче 140.

### 4.1.2
- Виправлено помилки і збільшено продуктивність.
- Збільшення і зменшення розмірів сповіщень у панелі тепер виконуються одним пальцем.
- Додано ландшафтний режим робочого столу в Nexus 7.

### 4.2
- Одним з основних нововведень в Android 4.2 стала підтримка профілів, тепер на одному пристрої можуть використовуватися кілька облікових записів, кожен зі своїми налаштуваннями, програмами та особистою інформацією.
- Клавіатура тепер підтримує жести для введання на кшталт популярного Swype. Для введення слів тепер можна проводити пальцем по клавіатурі, вибираючи необхідні літери, а вбудований словник буде пропонувати потрібні варіанти. В цілому, по заяві Google, в Android 4.2 словники стали більш точнішими і повними.
- В додатку «Камера» з'явився новий режим зйомки під назву Photo Sphere, він дозволяє створювати панорами 360 градусів і опубліковувати їх в Google+ або ж в Google Maps, створюючи таким чином свою версію Street View.
- З'явилась підтримка бездротової передачі відео та ігор на сумісні телевізори по технології Miracast.
- В панелі сповіщень тепер є доступ до меню швидких налаштувань.
- З'явився новий режим очікування Daydream, коли пристрій підключено до док-станції або перебуває у режимі сну, він може відображати на дисплеї різну корисну інформацію, новини, погоду або ж просто фотографії з альбому.
- Google Now також отримав невелике поліпшення, тепер він може сканувати пошту Gmail на предмет знаходження різного релевантного контенту, такого як квитки на літак або запрошення на зустріч, і створювати картки з нагадуванням.
- З'явилася можливість розміщувати віджети на екрані блокування.
- Оновлено інтерфейс камери.
- Оновлення ядра Linux до гілки 3.4.
- Видалено класичний планшетний інтерфейс, який використовувався в Android 3.0—4.0.4.

### 4.2.1
- Виправлена помилка відсутнього місяця (грудень) у додатку «Контакти».
- Поліпшлено роботу вібрації при сповіщеннях.
- З'явилася можливість підключити до пристрою HID геймпади і джойстики по Bluetooth.

### 4.2.2
- Деякі удосконалення системи безпеки, виправлення ряду програмних помилок.
- В панелі сповіщень при завантажуванні тепер відображається не тільки прогрес завантаження, але й відсотки і час до кінця завантаження.
- Ярлики швидкої активації Wi-Fi і Bluetooth у панелі керування отримали додаткову опцію: тепер довге натиснення на іконку зразу вмикає бездротовий модуль, а одиничне натиснення відправляє користувача в налаштування.
- З'явилися нові звуки: при підключенні пристрою до станції бездротової зарядки, новий сигнал сповіщення про малий рівень заряду акамулятора.
- Виправлені помилки у передачі звуку по Bluetooth.
- Підвищена безпека ADB.

### 4.3
- Keep і Hangouts тепер будуть вбудовані в прошивку і Google Apps за замовчуванням.
- Недавно знайдена помилка під назвою MasterKey виправлена.
- Smart або Bluetooth 4.0 LowEnergy вбудований у нову прошивку, що підвищує енергоефективність пристрою при роботі по даному протоколу.
- В області сповіщень тепер показані всі працюючі додатки, навіть у фоновом режимі. Відімкнути відображення значка в панелі можна у налаштуваннях.
- В налаштуваннях можна встановити постійну роботу Wi-Fi для поліпшленого місцезнаходження.
- AVRCP 1.3, доступний спільно з Bluetooth Smart, дозволяє за допомогою Bluetooth об'єднати двоє пристроїв і використовувати їх для керування одне одним.
- Доступна нова камера і галерея.
- Підтримка графічних бібліотек OpenGL ES 3.0.
- З'явилося приховане налаштування індивідуальних дозволів для додатків.
- Поліпшлено підтримка арабської мови.

### 4.3.1
- Усунення невеликих помилок і поліпшення стабільності роботи системи та її швидкості. Тільки для Nexus 7 (2013) LTE.